# Колдуэлл, Роберт
Ро́берт Ко́лдуэлл (англ. Robert Caldwell; 7 мая 1814, Клейди, Ольстер — 28 августа 1891, Кодаиканал, Южная Индия) — шотландский лингвист-ориенталист и конгрегационалистский миссионер в Южной Индии, евангельский епископ города Тирунелвели, автор трудов в области индологии, дравидологии, сравнительно-исторического языкознания.

## Биография
Роберт Колдуэлл родился в маленьком городке Клейди в Ольстере, в семье бедных родителей — пресвитериан шотландского происхождения. Учился в Университете Глазго. По заданиюЛондонского миссионерского общества в 1837 году в качестве миссионера был направлен в Мадрас, куда прибыл 8 января 1838 года. В 1838—1841 гг. изучал в Мадрасе тамильский язык.
С 1841 по 1891 гг. Колдуэлл вёл миссионерскую деятельность в районе Тирунелвели на юге Мадрасского президентства, а жил в основном в местечке Идеянгуди — в 40 милях к юго-востоку от Тирунелвели. В 1844 году женился на Элизе Молт (англ. Eliza Mault), которая также занялась миссионерской работой, особенно среди говоривших по-тамильски женщин. У супругов было 7 детей. 11 марта 1877 года Роберт Колдуэлл был рукоположен в качестве одного из двух евангельских епископов Тирунелвели. 
Свою миссионерскую работу Колдуэлл вёл в основном среди индийцев-христиан, принадлежащих к касте шанаров (с 1921 г. стали называться надарами). Он приложил огромные усилия, добиваясь повышения уровня образования и благосостояния шанаров, развитию в их среде навыков самоуправления, а также наведению мостов между высшими и низшими кастами в районе Тирунелвели. Большое значение имела также его борьба против «теории» превосходства ариев над дравидами.
Живя в Южной Индии, Колдуэлл изучал языки и культуру Индии. Он овладел большим числом языков, включая малаялам, каннада, телугу, санскрит, хиндустани и др.; владел также немецким. Перевёл на тамильский язык Библию. Имел учёные степени доктора литературы и доктора богословия.
Умер в Кодаиканале 28 августа 1891 года.

## Научная деятельность
Колдуэлл — автор «Сравнительной грамматики дравидийской, или южноиндийской, семьи языков» (1856), в которой он заложил основы сравнительной дравидологии, впервые чётко сформулировал положение о родстве дравидийских языков и показал их генетическую обособленность от индоарийских языков, предложил первую классификацию дравидийских языков. Он ввёл и сам термин «дравидийские языки», образовав его от санскритского слова drāviḍa. Это слово встречалось и ранее — ещё в трактате «Тантраварттика» (Tantravārttika) индийского философа Кумарилы Бхатты, но использовалось в несколько отличном значении. 
В своей «Сравнительной грамматике» Колдуэлл дал изложение истории развития дравидийских языков, подробно рассмотрел их фонетику, морфологию, словообразование и лексический фонд, привёл немало сведений об антропологии и культуре дравидийских народов. Оперируя данными 11 известных ему дравидийских языков (в издании 1875 года Колдуэлл добавил к ним кодагу, который в первом издании «Сравнительной грамматики» он рассматривал как диалект каннада), учёный предложил первую внутреннюю классификацию дравидийских языков. Она, впрочем, заметно отличалась от современных классификаций, поскольку строилась преимущественно на фактах типологического характера; в результате Колдуэлл выделил в составе дравидийских языков подгруппы «дравида» (тамильский, малаялам, тода и гонди) и «андхра» (каннада, кодагу, кота, тулу, телугу и куи), а также стоящие особняком дравидийские языки Северной Индии (курух и малто). Язык брауи Колдуэлл в число дравидийских языков не включил (он считал брауи индоарийским языком, родственным панджаби и синдхи, хотя и отмечал в нём наличие значительного дравидийского компонента, который возводил к доарийскому субстрату; убедительно доказал принадлежность брауи к дравидийской семье лишь Э. Трумп в 1880 г.).
Рассматривая внешние связи дравидийских языков, Колдуэлл выдвинул гипотезу о вхождении их в круг «скифских языков» (предположение о существовании данной семьи языков было выдвинуто Р. Раском и опубликовано в 1834 г.; в данную семью был включён широкий круг языков Евразии, причём в первую очередь речь шла об урало-алтайских языках, хотя сам Раск причислял к ним также баскский, чукотско-камчатские и эскимосский). Эта мысль красной нитью проходит через всю «Сравнительную грамматику», и Колдуэлл приводит в ней многочисленные примеры, подтверждающие, по его мнению, лексические и грамматические схождения дравидийских языков с другими «скифскими языками» — особенно с финно-угорскими.
Колдуэллу принадлежит также гипотеза о родстве дравидийских языков и эламского языка, нашедшая в конце XX — начале XXI вв. значительное число сторонников. При этом Колдуэлл не считал эламский язык (известный ему по материалам текста Бехистунской надписи) дравидийским, но со всей определённостью относил его к общности «скифских языков», и в этом плане предвосхищал позднейшее представление о восточно-ностратических языках. 
В своём труде Колдуэлл выявил ряд звуковых соответствий между дравидийскими языками и, в частности, сформулировал так называемый закон взаимопревращения глухих и звонких шумных согласных. Отличное знание многих языков (как современных, так и древних), энциклопедические познания и тонкое языковое чутьё позволили ему сделать также много тонких наблюдений частного характера, сохраняющих значимость и теперь.
Оценивая значение книги Колдуэлла для дравидологии середины XIX века, М. С. Андронов отмечал, что «она явилась откровением, сравнимым по своему значению разве что с трудами основоположников сравнительно-исторического языкознания в области индоевропеистики».

## Память
Отмечая вклад Роберта Колдуэлла в дравидологию, правительство штата Тамилнад в 1968 году установило его статую на набережной Марина-Бич в Ченнаи. В начале 2010 года правительство Тамилнада приняло решение о превращении дома в Идеянгуди, где жил Колдуэлл, в мемориал Роберта Колдуэлла. 7 мая того же года была выпущена в обращение почтовая марка Индии, посвящённая вкладу Роберта Колдуэлла в развитие тамильского языка и культуры.

## Публикации
- Caldwell R.  A comparative grammar of the Drâvidian, or, South-Indian family of languages. — London: Harrison, 1856. — viii + 528 p.

- Second Edition. — London: Trübner & Co., 1875. — xlii + 608 p.  Reprinted by Asian Educational Services, 1998. — ISBN 81-206-0117-3.

- Caldwell R.  Lectures on the Tinnevelly missions, descriptive of the field, the work, and the results: with an introductory lecture on the progress of Christianity in India. — London: Bell & Daldy, 1857. — 134 p.